# James Burbage
James Burbage (* zwischen 1530 und 1535 in London Borough of Bromley; † 2. Februar 1597 in London) war ein englischer Schauspieler, Impresario und Theaterbauer des englischen Renaissancetheaters. Er baute das The Theatre, das vermutlich erste feste Theater in England seit der Römerzeit. Er war der Vater des berühmten Schauspielers Richard Burbage.

## Leben
James Burbage machte eine Ausbildung zum Tischler, die er auch 1559 erfolgreich abgeschlossen haben musste, da er im Kirchenbuch von St. Stephen’s in der Coleman Street zweimal als Schreiner aufgeführt wurde. Er galt auch als einer der besten seiner Zunft, was ihm bei seiner späteren Arbeit als Theaterleiter zugutekommen sollte.
Burbage begann das Schauspiel als Leiter der Leicester’s Men im Jahr 1572. Burbage hatte verschiedene Befähigungen, so arbeitete er als Schauspieler, Theaterbauer und Theaterbesitzer; er beschäftigte sich viel mit dem Theater und seiner Gruppierungen, weshalb von ihm gesagt wurde, er „verband die Lücke zwischen dem spätmittelalterlichen Drama in England und dem aufblühenden des großen Elisabethanischen Theater“. Burbage wurde vom Patron der Leicester’s Men, Robert Dudley, 1. Earl of Leicester, als attraktiv beschrieben, als charmant im Benehmen, anständig, taktvoll und gewitzt. Aus anderem berufenen Munde wurde er jedoch als interessierter an wirtschaftlichem Gelingen, denn an der Kunst geleitet, da es ja auch seine Existenz betraf.

### Familie
Am 23. April 1559 heiratete James Burbage die Tochter des Schneiders Thomas Brayne, Ellen. Sie war die Schwester seines späteren Geschäftspartners John Brayne. Das Ehepaar wohnte ab 1576 im Pfarrbezirk St. Leonard in Shoreditch (Halliwell Street oder Holywell Lane).
Cuthbert Burbage, der älteste Sohn, folgte in den Fußspuren seines Vaters als Theaterleiter, während der jüngere Sohn Richard Burbage einer der berühmtesten Schauspieler seiner Ära wurde. Er trat zusammen mit William Shakespeare im Globe Theatre auf; beide waren auch Anteilseigner des Hauses und Freunde.

### Tod
James Burbage wurde am 2. Februar 1597 in Shoreditch zur letzten Ruhe gebettet. Nur wenige hundert Meter von der St. Leonard’s Kirche, auf einem Friedhof, auf dem auch andere Schauspieler dieser Zeit beerdigt sind. Er hinterließ kein Testament. Allerdings hatte er schon zu seinen Lebzeiten seine Liegenschaften in Blackfriars an seinen Sohn Richard übergeben und seinen persönlichen Besitz an seinen Sohn Cuthbert; seine Frau erhielt nur das Inventar im Wert von 37 Pfund. Burbage starb kurz vor dem Auslaufen der Pacht des Theatre, sodass sein Sohn Richard auf dem gegenüberliegenden Ufer der Themse ein neues Theater bauen ließ, welches er Globe Theater nannte.

## James Burbage und sein The Theatre

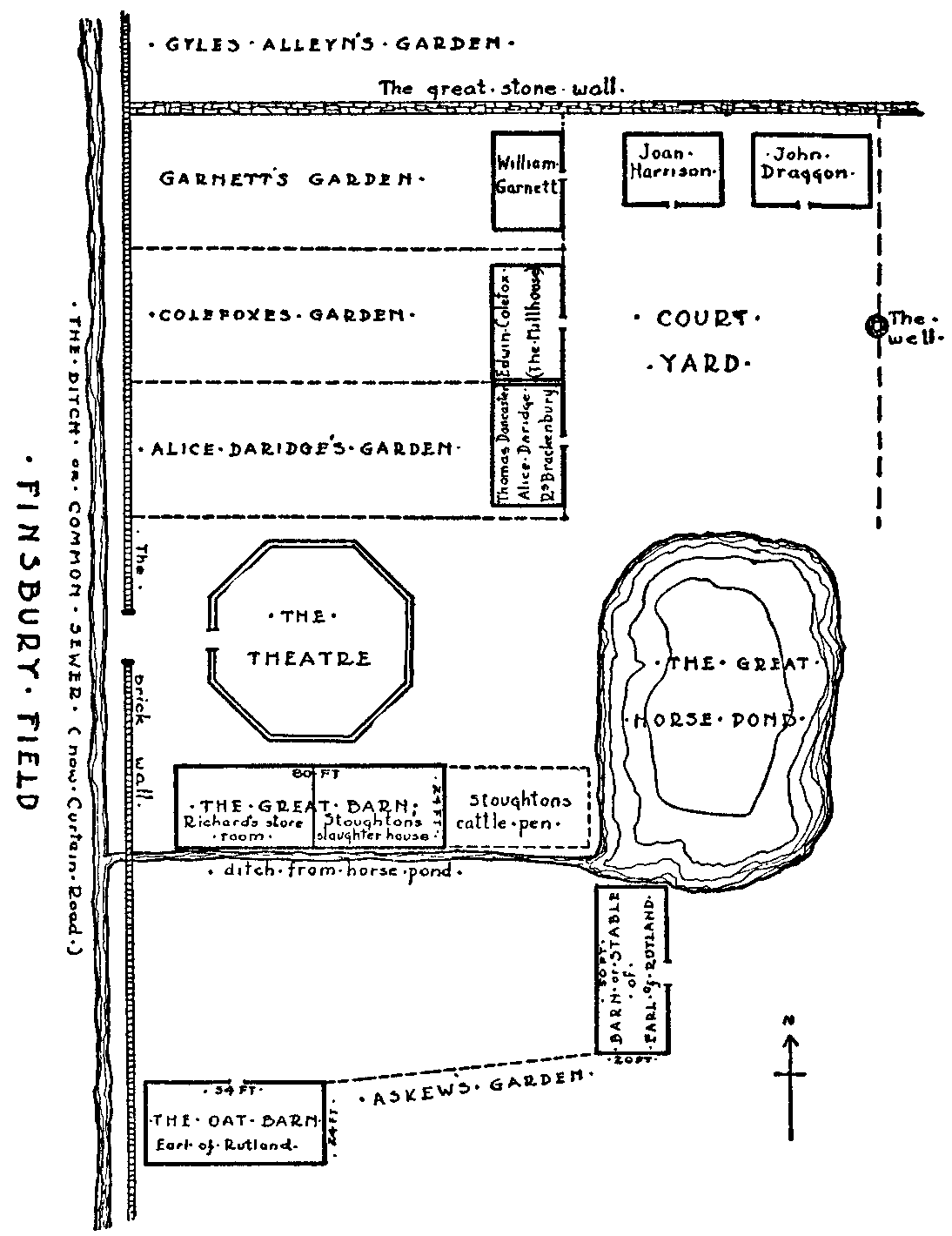
Bauriss des The Theatre

Burbage und sein Partner John Brayne beschlossen 1576 eine neue und permanente Spielstätte für Londoner Schauspieltruppen zu bauen.
John Brayne war Burbages Schwager und vermutlich ein reicher Mann. Er war der eigentliche Investor, während Burbage bei ihm einen Kredit aufnahm, um die Pacht für das Grundstück zu ermöglichen. Diese finanzielle Ausstattung erlaubte ihnen das „The Theatre“ zu bauen, in der Erwartung, dass beide zu gleichen Teilen ihren Profit haben würden. Finanzielle Engpässe zwangen Burbage und Brayne doch noch das Theater bereits in der Bauphase zu bespielen. Die Einnahmen flossen direkt in den Weiterbau. Es galt als eines der ersten ständigen Theater in London, seit der Römerzeit.
Auch wenn eine Geschäftspartnerschaft bestand, zeichnete Burbage alleine für die Pacht (14 Pfund im Jahr) und den Betrieb verantwortlich, welcher am 25. März 1576 rückwirkend begann (unterschrieben am 13. April 1576). Weil Burbage als Pächter über das Gelände verfügte, erhielt er so auch Mieteinnahmen der auf diesem Grund befindlichen Gebäude. Der Bauausführende selbst ist nicht genau benannt. Es wird vermutet, dass es James’ Bruder Robert war, welcher Zimmermann war.
1594 formte das Privy Council die Lord Chamberlain’s Men und übertrug dem The Theatre die exklusiven Rechte der Aufführungen.

### Die Aufführungen am The Theatre
Burbage war sehr zuversichtlich, dass viele Zuschauer sein Theater besuchen würden, selbst wenn sie über unbefestigtes Land gehen müssten, um hinzugelangen.
Mit der Zeit drängte Konkurrenz auf den Theatermarkt. So zunächst das Curtain Theatre, welches näher an der Stadt lag. In Zusammenarbeit und Absprache der Spielpläne generierte es aber auch zusätzliches Publikum für das Theatre. Mit der Zeit wurden die Aufführungen immer aufwendiger, organisierter und spektakulärer. Weitere Theater wurden gebaut, so das The Rose und The Swan.

## Das Blackfriars Theater
Am 4. Februar 1596 erwarb Burbage für 600 Pfund Teile eines aufgelassenen Klosters der Dominikaner oder Blackfriars, wie sie in England genannt wurden. Es befand sich westlich der Stadtmauern Londons, welcher heute den gleichnamigen Stadtteil von London bildet. Er hatte die Absicht in den alten Gemäuern das erste vollständig umbaute und überdachte Theater der englischsprachigen Welt zu bauen (Das The Theatre hatte kein Dach). So wurde nach einigen Monaten Bauzeit im November 1596 das Blackfriars Theatre eröffnet. Allerdings stieß er recht bald auf den Widerstand der gutsituierten Anlieger, die sich durch das Theater gestört (Theaterwesen, Schauspieler und aufgeführte Stücke genossen zu jener einen zweifelhaften Ruf und man befürchte eine Herabwertung der Wohngegend) und sie erzwangen gerichtlich die Umwidmung zu einem unbedenklicheren Kindertheater.